# Kvarnsjön (Järna socken, Dalarna, 671321-141608)
Kvarnsjön är en sjö i Vansbro kommun i Dalarna och ingår i Dalälvens huvudavrinningsområde. Sjön har en area på 0,362 kvadratkilometer och ligger 238 meter över havet.

## Delavrinningsområde
Kvarnsjön ingår i det delavrinningsområde (671447-141476) som SMHI kallar för Mynnar i Västerdalälvens vattendragsyta. Medelhöjden är 250 meter över havet och ytan är 12,15 kvadratkilometer. Det finns inga avrinningsområden uppströms utan avrinningsområdet är högsta punkten. Vattendraget som avvattnar avrinningsområdet har biflödesordning 3, vilket innebär att vattnet flödar genom totalt 3 vattendrag innan det når havet efter 311 kilometer. Avrinningsområdet består mestadels av skog (60 procent). Avrinningsområdet har 1,31 kvadratkilometer vattenytor vilket ger det en sjöprocent på 10,8 procent.